# Глюкобрассицин
Глюкобрассицин — тип глюкозинолата, который содержится почти во всех крестоцветных растениях, в том числе капусте, брокколи, горчице и усьме. Воздействуя на другие глюкозинолаты фермент мирозиназа, как ожидается, производит изотиоцианат, индол-3-ил-метил-изотиоцианат. Однако именно этот изотиоцианат очень нестабилен, поэтому на практике его ни разу не обнаруживали.
Наблюдаемые продукты гидролиза изолированного глюкобрассицина и мирозиназа — это индол-3-карбинол и тиоцианатион (плюс глюкоза, сульфат и ион водорода), которые предположительно появляются в результате быстрой реакции нестабильного изотиоцианата с водой. Тем не менее известны и другие многочисленные продукты реакции. И индол-3-карбинол не выделяется среди них, как доминирующий продукт деструкции глюкозинолата при нарушении целостности тканей растения или в неповрежденных растениях.
Известно, что глюкобрассицин — крайне активный стимулятор откладывания яиц у бабочек-белянок, таких как репница (Pieris rapae) и капустница (Pieris brassicae).
Существует несколько производных глюкобрассицина. Само соединение впервые удалось изолировать из растений рода Капустные (Brassica), что отражено в его названии. Когда ученые открыли второй подобный органический продукт, они назвали его неоглюкобрассицин. Для последующих органических соединений разработали более систематическую номенклатуру.
На сегодняшний день известно шесть производных, которые содержатся в растениях:
- 1-метокси-глюкобрассицин (неоглюкобрассицин)
- 4-гидрокси-глюкобрассицин
- 4-метокси-глюкобрассицин
- 1,4-диметокси-глюкобрассицин
- 1-сульфо-глюкобрассицин
- 6'-изо-ферулоил-глюкобрассицин

Первые три производные также часто встречаются в крестоцветных, как и сам глюкобрассицин. Три заключительных соединения в природе появляются редко. Недавно ученые выяснили, что 4-метокси-глюкобрассицин — это сигнальная молекула, участвующая в защите растения от бактерий и грибов.

## Физические свойства
Глюкозинолаты растворимы в воде, но их агликоны гидрофобны. Эти агликоны имеют маслянистую консистенцию и часто известны как горчичные масла. Несмотря на их сильный запах и маслянистую природу, эти соединения химически сильно отличаются от летучих масел.

## Биосинтез из триптофана
Биосинтез глюкобрассицина начинается с образования триптофана за несколько этапов из соединения шикиматного пути - хоризмовой кислоты. Триптофан превращается в индол-3-ацетальдоксим (IAOx) ферментами цитохрома р450 (дублирующие CYP92B3 и CYP79B3 у Резуховидки Таля (Arabidopsis thaliana)) с использованием НАДФ и молекулярного кислорода. Отдельный фермент p450 (CYP83B1 у Резуховидки (Arabidopsis)) катализирует вторую последующую монооксигеназную реакцию с образованием предлагаемого промежуточного продукта 1-aци-нитро-2-индолил-этана.[5] Цистеин используется глутатион S-трансферазой (GST) в процессе конъюгации для получения производного S-алкилтио-гидроксимата, который затем отщепляется углерод-серной лиазой (по типу фермента SUR1, обнаруженного у Резуховидки (Arabidopsis)) с образованием свободного тиола. Происходит однократное глюкозилирование, присоединяющее молекулу глюкозы к гидроксимату индола через тиоэфирную связь. Наконец, гидроксамат сульфатируется, образуя глюкобрассицин.